# Poleské železnice

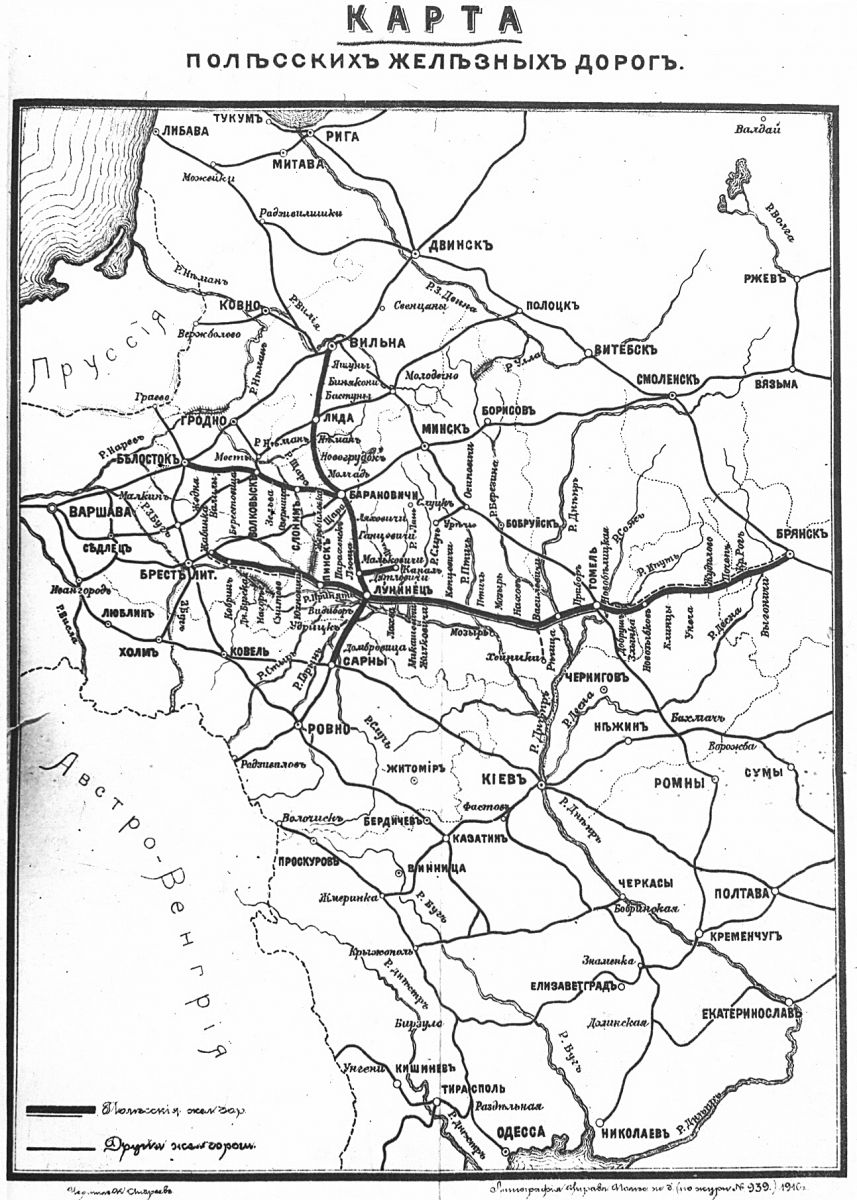
Mapa Poleských železnic k roku 1916

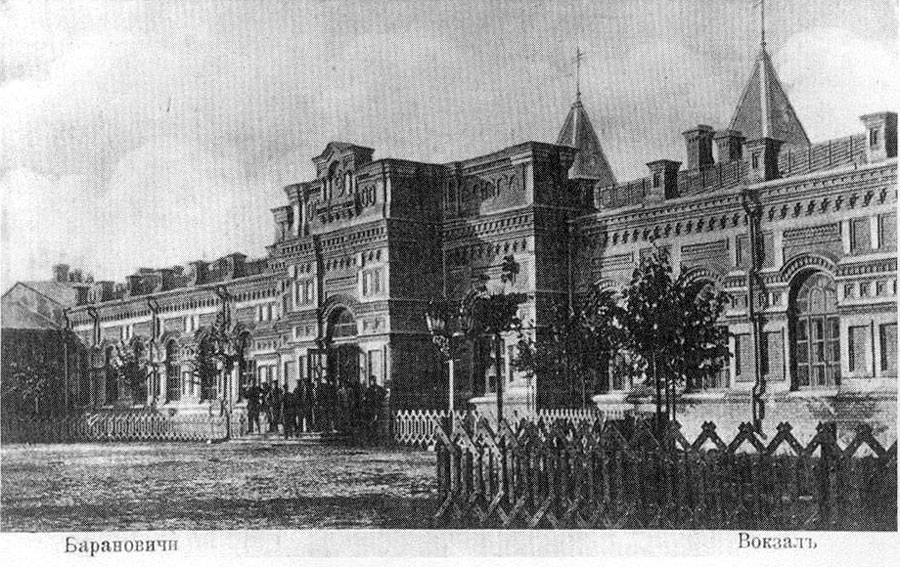
Železniční nádraží Baranavičy

Poleské železnice (bělourusky Палеская чыгунка) byla státní síť železnic, postavená Ruským impériem v letech 1882—1907. Sít protínala území Vilenské, Grodenské, Vitebské, Minské, Volyňské, Mohylevské, Černigovské a Orlovské gubernie. Železnice byla spravována Ministerstvem železnic (se sídlem ve Vilniusu).

## Historie

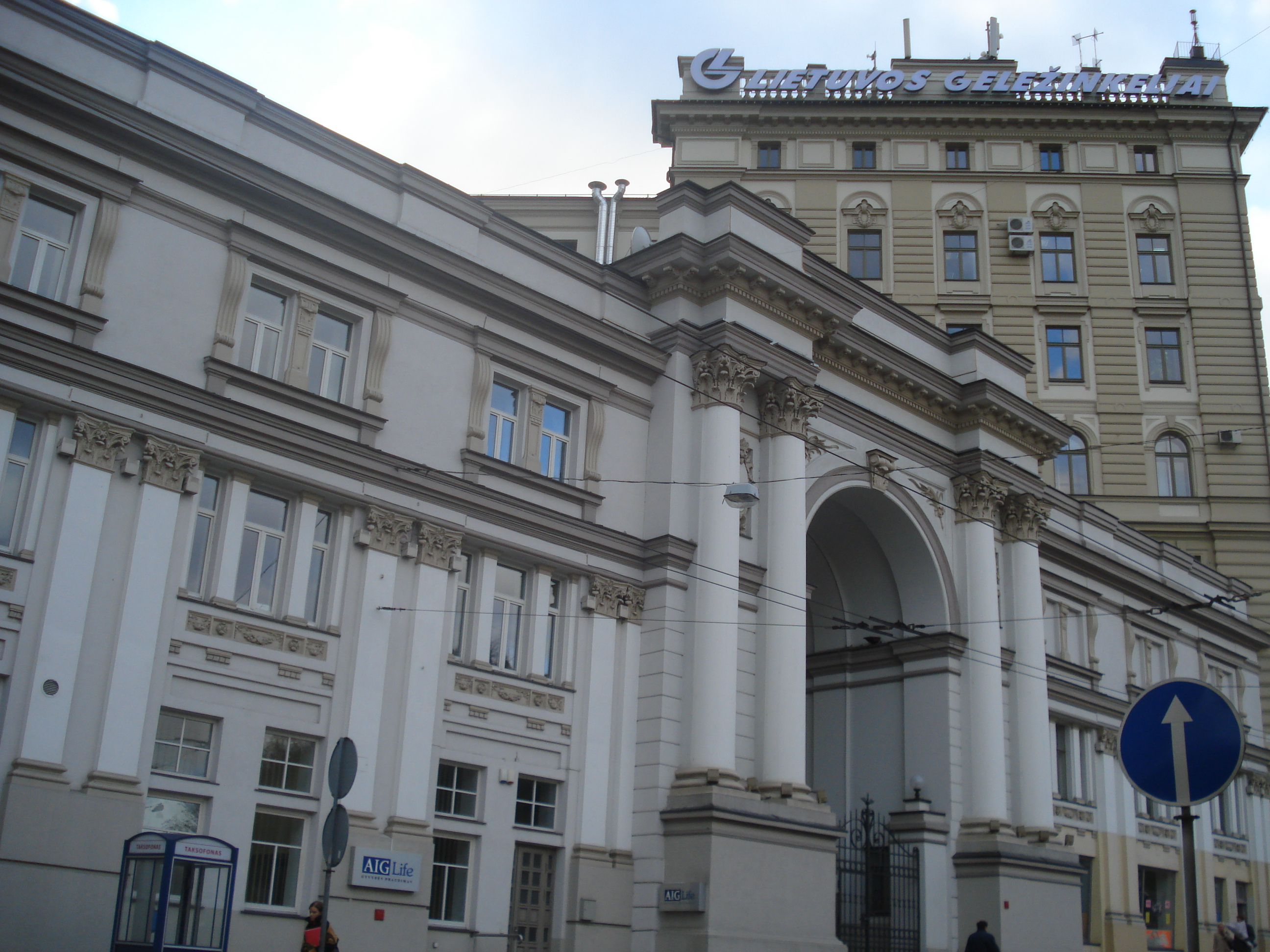
Sídlo správy Poleských železnic ve Vilně

Před postavením první železniční trati na území Běloruska a Polesí požádala skupina velkých vlastníků půdy, mezi nimiž byli knížata Edvin Drucki-Ljuběcki, Uladzislaŭ a Raman Sanhuški, Pjotr Vithenštejn, hrabata Ivan Tyškievič, August Zamojski, Stefan a Konstantin Potocki, o vybudování železnice z Białystoku přes Pinsk a Pružany a dále do Volyně. Nicméně v souvislosti s polským povstáním v letech 1863—1864 bylo přijato rozhodnutí, že stavba je nevhodná pro účely státní správy, která se snažila spojit západní provincii ne s Polským královstvím, ale se středem říše.
Od počátku roku 1880 carská vláda vykupovala soukromé železnice a aktivně se podílela na výstavbě nových cest. V letech 1891—1896 zakoupila tyto trati: Libavo-Romenská, Petěrbursko-Varšavská, Dzvinsko-Vitebská, Orlovsko-Vitebská, Jiho-Západní a Moskevsko-Brestská.
V roce 1881 bylo podepsáno nejvyšší povolení pro stavbu dráhy Žabinka — Pinsk, kde byla poprvé při stavbě železnice použita železniční vojska. Trať byla postavena za jedno léto, a to díky plochému terénu a téměř úplné absenci umělých děl. Dne 9. listopadu 1882 byla zahájena osobní a nákladní doprava. Trať měla 74 mostů, 8 lokomotiv a 272 vagonů.
Dne 24. ledna 1883 ministr války opět zdůraznil nutnost vybudování strategické železnice napříč Polesím. Následně se konalo zvláštní setkání ministrů železnic, aby zajistili dokončení výstavby Poleských železnic nejpozději do tří let. V dubnu začala výstavba úseku Vilnius — Luniněc a Luniněc — Pinsk o délce 353 verst (asi 377 km), který byl otevřen 30. prosince 1884 a také trať Luniněc — Rivne o délce 182 verst (194 km) s datem otevření 2. srpen 1885. V roce 1886 byl uveden do provozu úsek Luniněc — Homel (15. února) a Baranavičy — Białystok (23. listopadu).
V roce 1886 byly Vilno-Rivenské Pinské železnice přejmenovány na Poleské železnice. Po otevření tratě Homel — Brjansk 8. srpna 1887 čítala délka Poleských železnic celkem 1 408 kilometrů. V květnu 1918 byla správa předána Lidovému komisariátu železnic (НКШЗ). Některé linky byly postoupeny Polsku. Na začátku roku 1991 byla většina úseků pod správou běloruských a pobaltských železnic.

## Význam
Poleské železnice spojovaly jihozápad Ruska s Baltem, severozápadem a centrální průmyslovou oblastí. Po vojenské stránce měly strategický význam a přispěly k rozvoji lesů Polesí, dřevozpracujícího a kožedělném průmyslu, růstu měst (Vilnius, Sluck, Białystok, Brest, Homel, Brjansk). Hraje významnou roli v exportu dřeva a jeho vývozu na tuzemském trhu.

## Linky
- Žabinka — Pinsk (1882)
- Vilnius — Luniněc — Pinsk (1884)
- Luniněc — Rivne (1885)
- Luniněc — Homel
- Białystok — Baranavičy (1886)
- Homel — Brjansk (1887)
- Brest — Žabinka — Brjansk (1887)
- Masty — Hrodna (1907)

## Objekty infrastruktury
Na vybudovaných úsecích byly postaveny železniční dílny (v Pinsku, Vilně, Homelu). Na trati bylo vystavěno 412 dřevěných a 235 kovových mostů, 6 nadjezdů a ostatních umělých staveb. K dispozici bylo 17 učilišť a škol (u st. Baranavičy, Brest, Pinsk, Luniněc), které složily pro školení zaměstnanců po obchodní a technické stránce.